# Chone (klooster)
Het klooster Chone, ook bekend onder Cho-ne Gonchen Ganden Shedrubling, of Choni is een Tibetaans klooster bij Chone in de Autonome Tibetaanse Prefectuur Gannan in Gansu in de Volksrepubliek China.
Het klooster werd opgericht in 1269 door Phagspa uit de sakyatraditie in het Tibetaans boeddhisme en zijn beschermheer Koeblai Khan. Anno 2010 behoort het tot de gelugtraditie en herbergt het ca. 120 monniken. Een belangrijk festival voor het klooster is de Chamnyonwa